# Directoire civil
Royaume d'Espagne
Directoire militaire Dictablanda
Le Directoire civil (El Directorio Civil) est le gouvernement du royaume d'Espagne en fonction le 3 décembre 1925 au 30 janvier 1930 sous la Dictature de Primo de Rivera.